# Верхнерусское Лоо
Верхнеру́сское Лоо́ — село в Лазаревском районе муниципального образования «город-курорт» Сочи Краснодарского края. Входит в состав Солохаульского сельского округа.

## География
Селение расположено в центральной части Лазаревского района города-курорта Сочи, в верховьях реки Лоо. Находится в 8 км к югу от окружного центра Харциз Первый, в 75 км к юго-востоку от районного центра Лазаревское и в 35 км к северо-западу от Центрального Сочи (по дороге).
Граничит с землями населённых пунктов — Харциз Первый и Харциз Второй на юге, и Третья Рота на юго-востоке. Также к югу от села расположены дачные поселения — Ромашка, Энергия, Дорожник и Мебельщик. Само селение делится на два микрорайона, разделённых друг от друга на несколько километров.
Населённый пункт расположен в горной зоне Причерноморского побережья. Рельеф местности в основном холмистый с ярко выраженными колебаниями относительных высот. Средние высоты на территории села составляют около 576 метров над уровнем моря. Абсолютные высоты в окраинах села достигают 800 метров над уровнем моря.
Гидрографическая сеть в основном представлена рекой Лоо. Чуть севернее села берёт своё начало река Хобза.
Климат на территории села влажный субтропический. Среднегодовая температура воздуха составляет около +13,0°С, со средними температурами июля около +22,5°С, и средними температурами января около +5,5°С. Среднегодовое количество осадков составляет около 1350 мм. Основная часть осадков выпадает в зимний период.

## История
Населённый пункт был основан в начале XX века. Своё название он получил из-за своего расположения над истоком реки Лоо.
По ревизии от 26 января 1923 года числилось в составе Лазаревской волости Кубано-Черноморской области.
С 26 декабря 1962 года по 16 января 1965 года в связи с упразднением Лазаревского района, было передано в состав Туапсинского района.
В 1965 году селение Верхнерусское Лоо было включено в состав Солохаульского сельского округа Лазаревского района города-курорта Сочи.

## Население
| 2002 | 2010 |
| ---- | ---- |
| 23   | ↗24  |

Национальный состав
По данным Всероссийской переписи населения 2010 года:
| Народ   | Численность, чел. | Доля от всего населения, % |
| ------- | ----------------- | -------------------------- |
| русские | 21                | 87,5 %                     |
| другие  | 3                 | 12,5 %                     |
| всего   | 24                | 100 %                      |

## Инфраструктура
Основные объекты социальной инфраструктуры расположены в окружном центре — селе Харциз Первый.

## Улицы
В селе всего две улицы — Новосибирская и Русская. Первый микрорайон приурочен к улице Новосибирская, второй к улице Русская.